# 花畔駅
花畔駅（ばんなぐろえき）は、かつて北海道石狩郡石狩町（現在の石狩市花畔）にあった軽石軌道の駅（廃駅）である。当路線の終着駅であった。

## 歴史
- 1922年（大正11年）10月28日 - 軽石軌道軽川 - 花畔間開業に伴い、終着駅として当駅が開業。
- 1937年（昭和12年）9月 - 軽石軌道の運行休止により当駅の営業を休止。
- 1940年（昭和15年）10月23日 - 軽石軌道廃止により廃駅。

## 駅名の由来
アイヌ語で「pana-un-kur（川下の方の人）に由来する。

## 駅周辺
当駅は現在の石狩手稲通と東8丁目篠路通の交点に存在していた。
- 北海道道44号石狩手稲線（石狩手稲通）
- 北海道道273号花畔札幌線（東8丁目篠路通）
- 石狩市立花川小学校
- 石狩市民図書館
- 石狩市役所
- 茨戸川

## 隣の駅
軽石軌道
軽石軌道線
南9線駅 - 花畔駅